# Feestdagen in Nederland

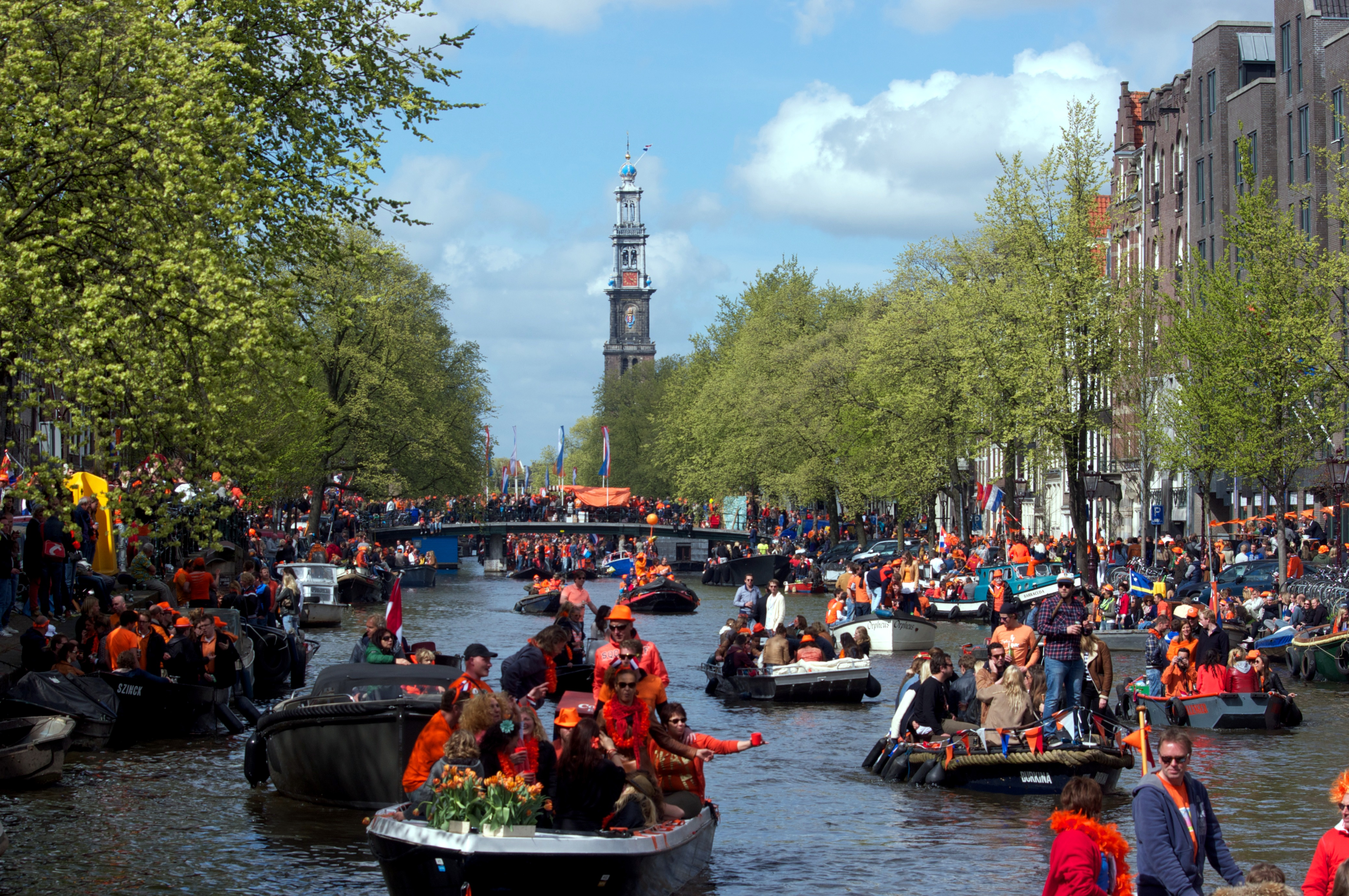
Koninginnedag 2013 in Amsterdam

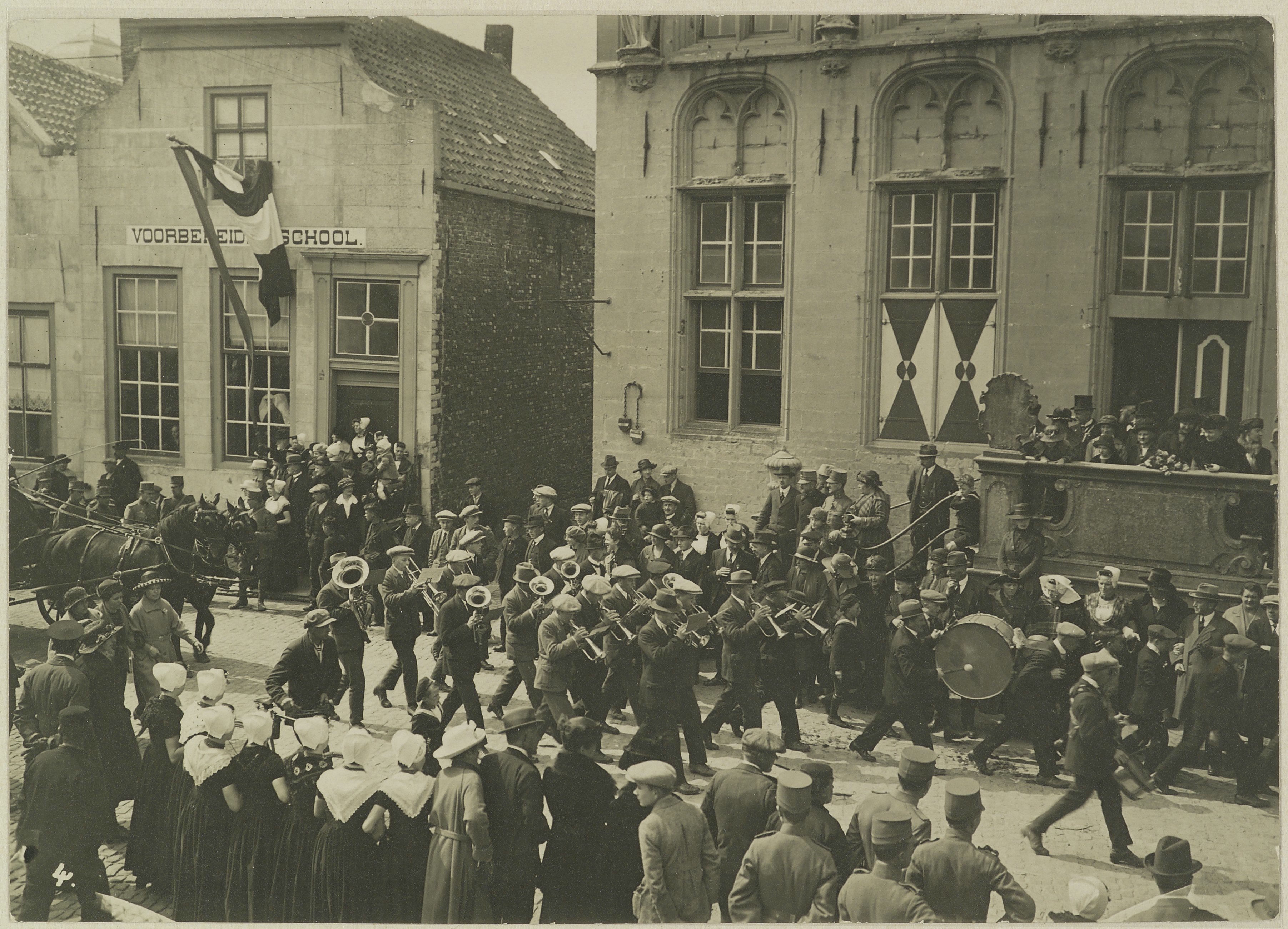
Optocht muziekkorps voor school en stadhuis in Veere tijdens feestdag Koninklijk Huis

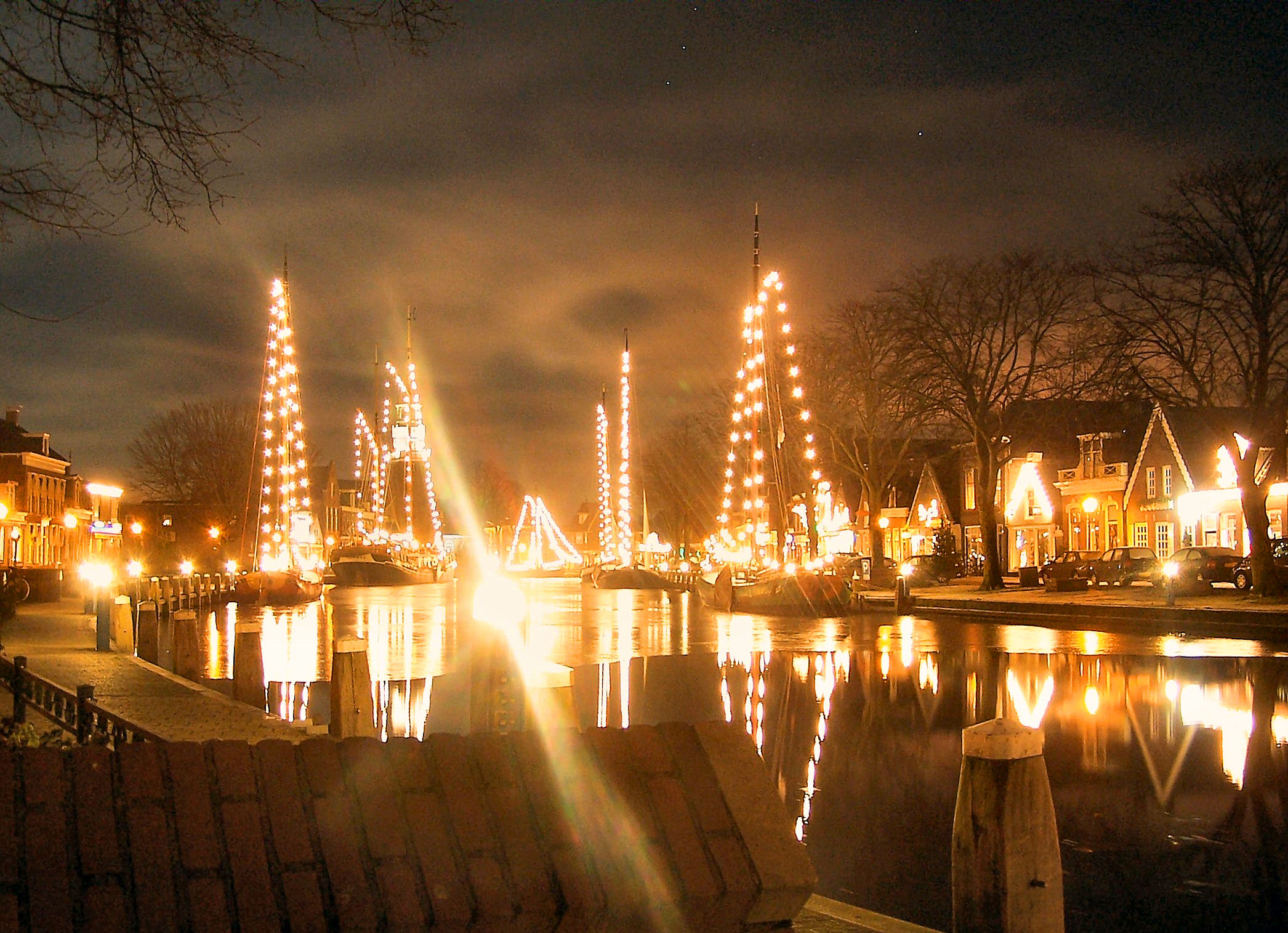
Feestverlichting tijdens kerst 2004, Lemmer

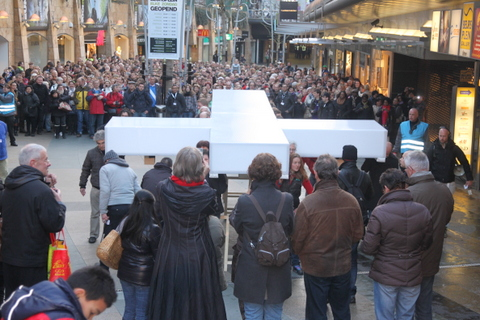
The Passion 2012, een muzikaal-Bijbelse vertolking van de Paasgeschiedenis (Rotterdam)

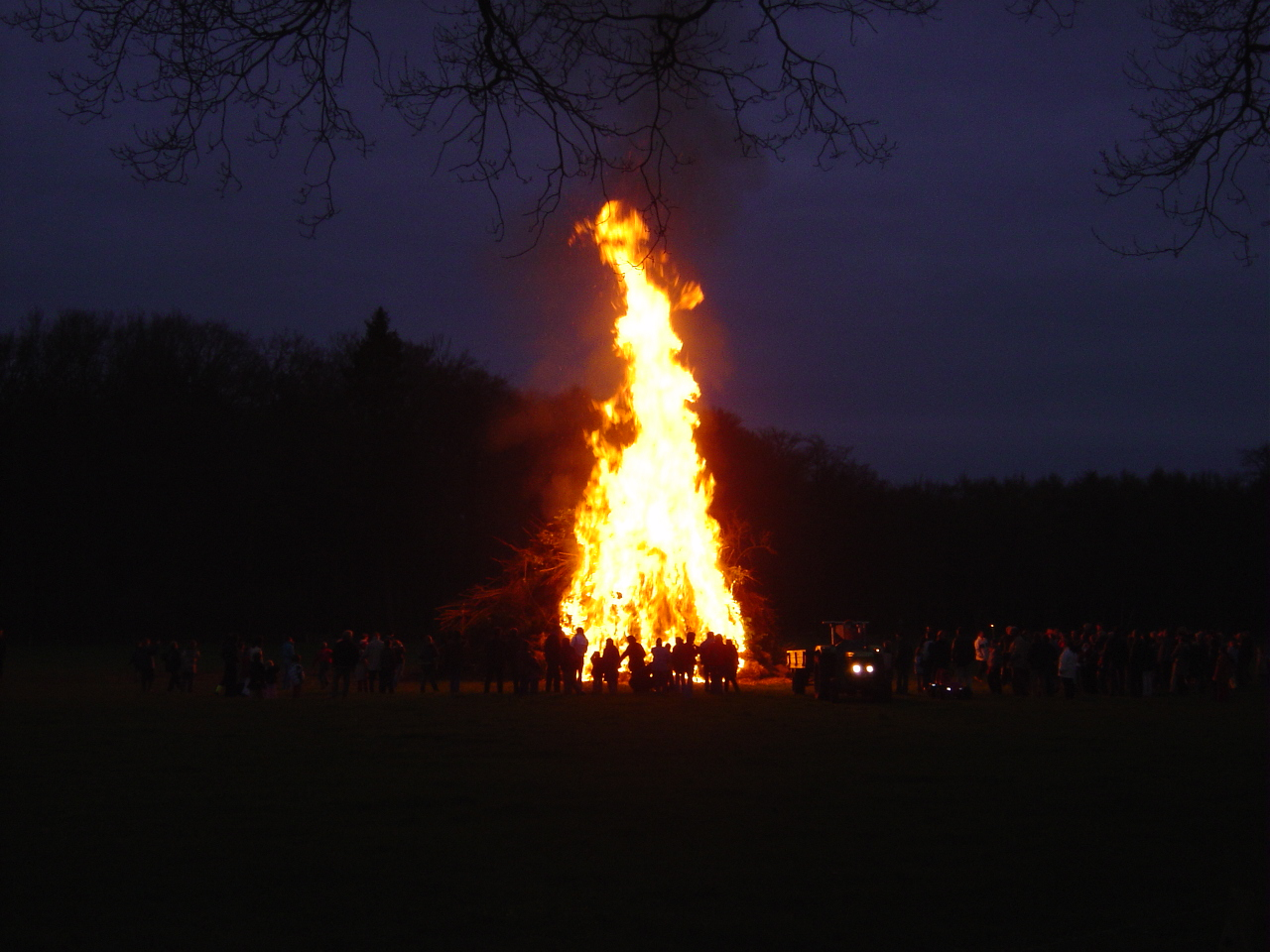
Paasvuur bij Olst

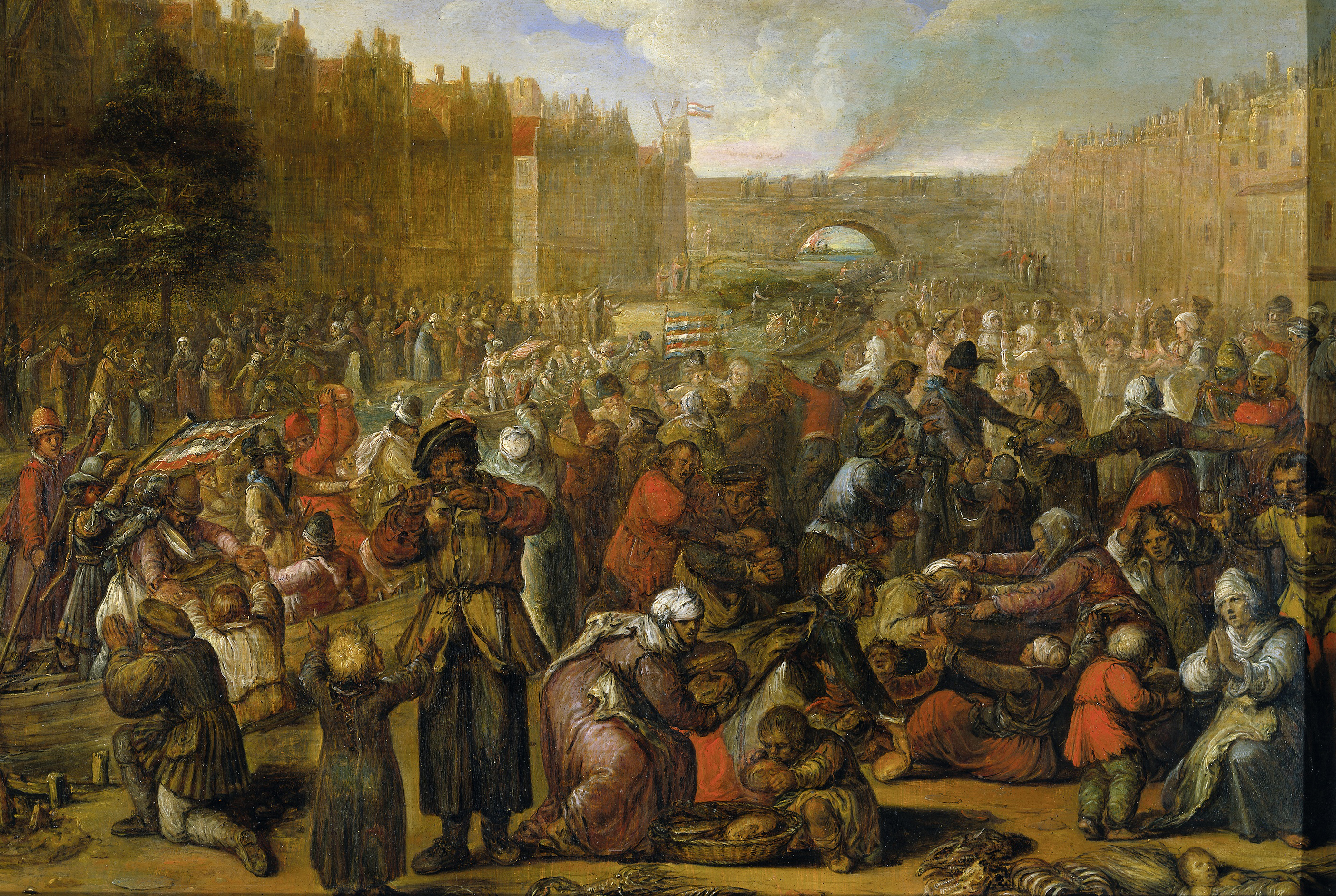
Uitdeling van haring en wittebrood na het ontzet van Leiden in 1574

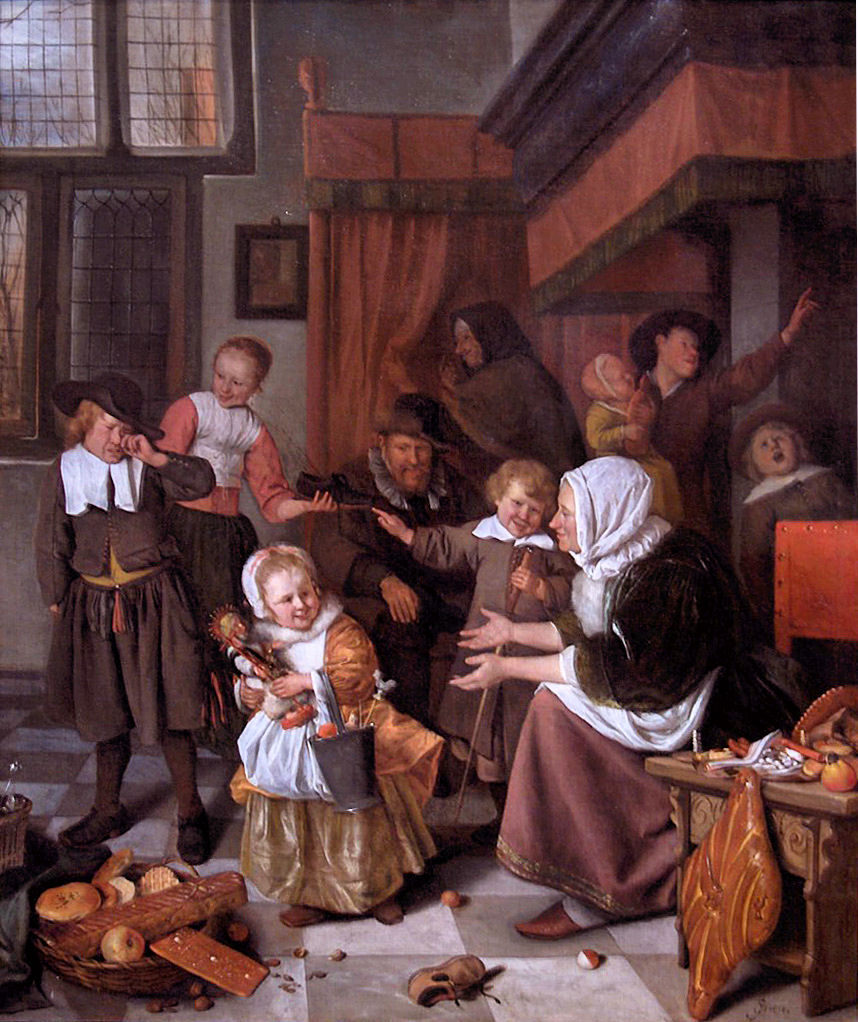
Het Sint-Nicolaasfeest, geschilderd ca. 1665 – 1668, door Jan Steen

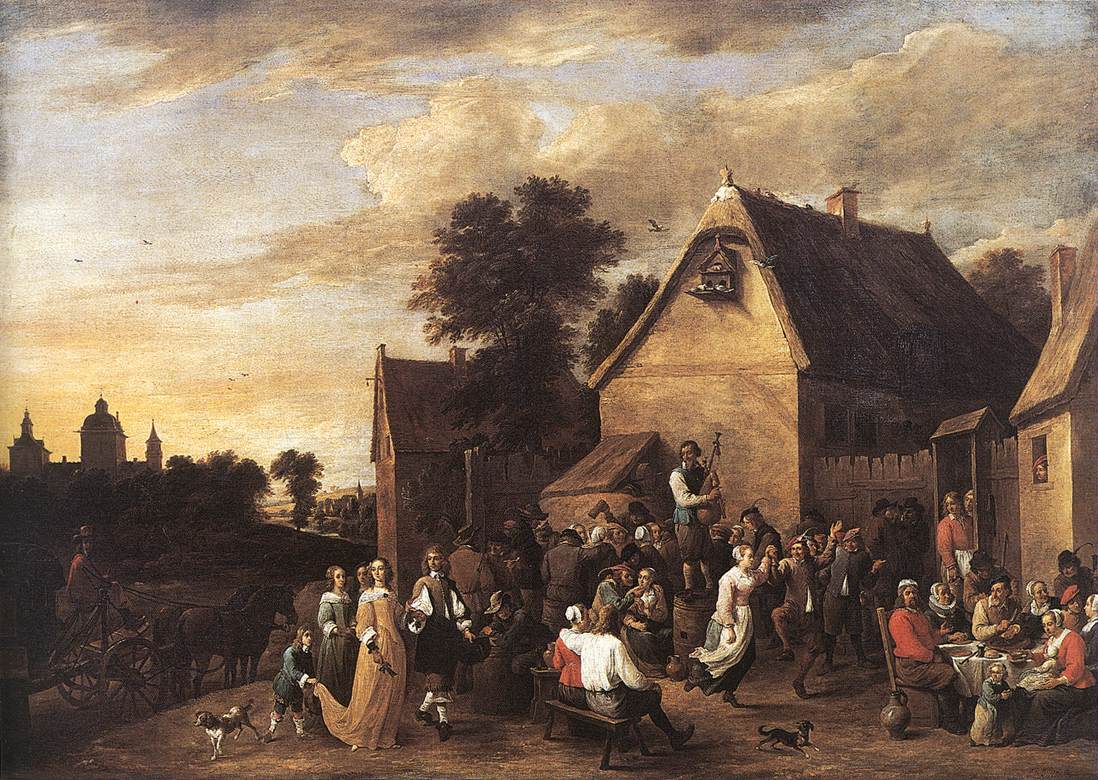
Vlaamse Kermis door David Teniers de Jonge (1652)

Feestdagen in Nederland zijn ruwweg onder te verdelen in drie categorieën: nationale feestdagen, algemeen erkende feestdagen en overige feestdagen.

## Nationale feestdagen
De volgende feestdagen in Nederland worden als nationale feestdagen aangeduid:
- 27 april – Koningsdag
- 5 mei – Bevrijdingsdag (alleen Europees Nederland)

5 mei is sinds 1990 aangewezen als jaarlijkse nationale feestdag. Hiermee kwam een einde aan de situatie dat 5 mei alleen eens in de vijf jaar een nationale feestdag was. Dit betekent echter niet dat werknemers op deze dag per definitie vrij zijn. Dat is, zoals bij alle feestdagen, afhankelijk van de (al dan niet collectieve) arbeidsovereenkomst met de werkgever.

## Algemeen erkende feestdagen
De algemeen erkende feestdagen in Nederland zijn de nationale feestdagen, nieuwjaarsdag en een aantal christelijke feestdagen. In de Algemene termijnenwet en andere wetten staat vermeld welke dagen als algemeen erkende feestdagen worden aangemerkt. Eerste Paasdag en eerste Pinksterdag zijn altijd op zondag en worden daarom niet apart genoemd in de Algemene termijnenwet.
- Nieuwjaarsdag – 1 januari
- Goede Vrijdag – kruisiging van Jezus (geen algemeen erkende feestdag, maar daaraan gelijkgesteld in de Algemene termijnenwet)
- Eerste en tweede paasdag
- Koningsdag – 27 april (indien 27 april op een zondag valt, wordt deze feestdag op zaterdag 26 april gevierd)
- Bevrijdingsdag – 5 mei
- Hemelvaartsdag – op de 40e dag van de opstanding van Jezus Christus, oftewel 39 dagen na Pasen
- Eerste en tweede pinksterdag (pinksterzondag en pinkstermaandag) – 7 weken (49 dagen) resp. 50 dagen na Pasen
- Eerste en tweede kerstdag – 25 en 26 december

In Caribisch Nederland geldt pinkstermaandag niet als algemeen erkende feestdag, maar de volgende feestdagen wel:
- De dag na de dag van de gehouden grote carnavalsoptocht (alleen Saba)
- Dia di Rincon – 30 april (alleen Bonaire)
- Dag van de Arbeid – 1 mei (alle eilanden van Caribisch Nederland)
- Emancipation Day – 1 juli (alleen Sint Eustatius)
- Dia di Boneiru – 6 september (alleen Bonaire)
- Statia Day – 16 november (alleen Sint Eustatius)
- Saba Day – eerste vrijdag van december (alleen Saba)

In Nederland zijn geen wettelijke regels over op welke feestdagen werknemers verplicht vrij zijn. Dat is geregeld in cao's en arbeidsovereenkomsten. De meeste mensen hebben alle algemeen erkende feestdagen vrij behalve Goede Vrijdag en Bevrijdingsdag. Goede Vrijdag en Bevrijdingsdag zijn bij sommige werkgevers een vrije dag, bij andere niet. Bij veel werkgevers is Bevrijdingsdag alleen een vrije dag in lustrumjaren.
Wat betreft de loonberekening zijn algemeen erkende feestdagen in de arbeidsvoorwaarden meestal gelijkgesteld met zondagen. De zondagstoeslag geldt dan ook voor deze aangewezen feestdagen.

## Rooms-Katholieke Kerk
De Rooms-Katholieke Kerk in Nederland kent vijf verplichte feestdagen: Maria Moeder van God, Hemelvaartsdag, Maria-Tenhemelopneming, Allerheiligen en Kerstmis. In Nederland zijn dit de enige dagen die niet op een zondag vallen waarop katholieken verplicht zijn een volledige mis bij te wonen om aan het eerste van de vijf geboden van de Kerk te voldoen.

## Overige landelijke feestdagen
Verder kent Nederland nog een aantal feestdagen die niet door iedereen in acht worden genomen en die niet wettelijk erkend zijn:
- de 4 dagen voorafgaand aan de 40 dagen voor Pasen – Carnaval
- zondag voor Pasen – Palmzondag
- tweede woensdag van maart – Biddag voor Gewas en Arbeid
- 1 mei – Dag van de Arbeid (wel gevierd in Europees Nederland, maar alleen in de BES eilanden officieel erkend.)
- 15 augustus – Maria-Tenhemelopneming
- 3e dinsdag van september – Prinsjesdag (Scholen in Den Haag geven meestal 1 dag vrij.)
- 31 oktober – Hervormingsdag, Halloween
- eerste woensdag in november – Dankdag voor Gewas en Arbeid
- 1 november – Allerheiligen
- 2 november – Allerzielen
- 5 december – Pakjesavond

## Lokale feestdagen
Daarnaast zijn er nog lokale feestdagen, waarbij vaak alleen in de plaats of regio een vrije dag geldt. (Deze lijst is nog niet compleet).
- 6 januari – Driekoningen (delen van Noord-Brabant)
- 1 april – Inname van Den Briel (in Brielle)
- zaterdag voor Pinksteren – Luilak
- 1 juli – Ketikoti (in Amsterdam, herinnering van de afschaffing van de slavernij)
- 28 augustus – Gronings Ontzet (in Groningen)
- 3e maandag van augustus – Lappendag in Hoorn
- 3 oktober – Leidens Ontzet (in Leiden)
- 8 oktober – Alkmaars Ontzet (in Alkmaar)
- 11 november – Sint-Maarten (verschilt sterk per provincie)

Albanië ·
Andorra ·
Armenië ·
Azerbeidzjan ·
België ·
Bosnië en Herzegovina ·
Bulgarije ·
Cyprus ·
Denemarken ·
Duitsland ·
Estland  ·
Finland ·
Frankrijk ·
Georgië ·
Griekenland ·
Hongarije ·
Ierland ·
IJsland ·
Italië ·
Kazachstan ·
Kosovo ·
Kroatië ·
Letland ·
Liechtenstein ·
Litouwen ·
Luxemburg ·
Malta ·
Moldavië ·
Monaco ·
Montenegro ·
Nederland ·
Noord-Macedonië ·
Noorwegen ·
Oekraïne ·
Oostenrijk ·
Polen ·
Portugal ·
Roemenië ·
Rusland ·
San Marino ·
Servië ·
Slovenië ·
Slowakije ·
Spanje ·
Tsjechië ·
Turkije ·
Vaticaanstad ·
Verenigd Koninkrijk ·
Wit-Rusland ·
Zweden ·
Zwitserland